# دائرة قلتة سيدي سعد
دائرة قلتة سيدي سعد إحدى دوائر ولاية الأغواط الجزائرية . عاصمتها هي قلتة سيدي سعد وتضم بلديات :
- قلتة سيدي سعد
- عين سيدي علي
- البيضاء